# مبرهنة منحنى جوردان

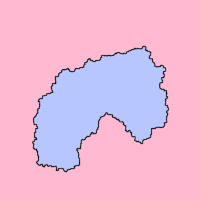
توضيح لمبرهنة منحنى جوردان. يقسم منحنى جوردان باللون الأسود المستوي إلى داخل (أزرق) وخارج (وردي) المنحنى.

في الطوبولوجيا، تنص مبرهنة منحنى جوردان أن كل حلقة لا تقطع نفسها في المستوي (تعرف باسم منحنى جوردان) تقسم المستوي إلى منطقتين «داخل» و«خارج»، وأي مسار يربط نقطة من أحد المنطقتين للأخرى يجب أن يقطع الحلقة في مكان ما.